# Municipio de Garden Plain (Illinois)
El municipio de Garden Plain (en inglés, Garden Plain Township) es un municipio ubicado en el condado de Whiteside, Illinois, Estados Unidos. Según el censo de 2020, tiene una población de 973 habitantes.

## Geografía
Está ubicado en las coordenadas 41°47′29″N 90°8′19″O / 41.79139, -90.13861. Según la Oficina del Censo de los Estados Unidos, tiene una superficie total de 81 km², de la cual 79 km² corresponden a tierra firme y 2 km² son agua.

## Demografía
Según el censo de 2020, hay 973 personas residiendo en la zona. La densidad de población es de 12.3 hab./km². El 97.74% de los habitantes son blancos, el 0.10% es afroamericano, el 0.51% son asiáticos, el 0.31% son de otras razas y el 1.34% son de una mezcla de razas. Del total de la población, el 0.92% son hispanos o latinos de cualquier raza.